# Beachmont (Metro de Boston)
Beachmont es una estación en la línea Azul del Metro de Boston, administrada por la Autoridad de Transporte de la Bahía de Massachusetts. La estación se encuentra localizada en 630 Winthrop Ave en 1 Bennington St. en Revere, Massachusetts. La estación Beachmont fue inaugurada el 19 de enero de 1954.

## Descripción
La estación Beachmont cuenta con 2 plataformas laterales y 2 vías. La estación también cuenta con 430 de espacios de aparcamiento.

## Conexiones
La estación es abastecida por las siguientes conexiones de autobuses: 
- 119: Northgate - Beachmont Station via Revere Center & Cooledge Housing